# قاقم دورنگ دشتی
قاقم دورنگ دشتی (نام علمی: Mustela eversmanii) نام یک گونه از سرده راسو است. این حیوان بومی اروپای مرکزی و شرقی و آسیای میانه است و خویشاوند نزدیک قاقم دورنگ اروپایی محسوب می‌شود و شباهت ظاهری بسیار زیادی به آن دارد.
قاقم دورنگ دشتی حیوانی کوچ‌نشین است و معمولاً تا زمانی که شکارهایش در یک منطقه وجود داشته باشد در آن سکونت می‌گزیند. شکار اصلی این حیوان هم سنجاب زمینی است. این گوشتخوار کوچک در مقایسه با راسوهای دیگر بدنی پرتر و کوتاهتر با جمجمه و دندان‌هایی نیرومند دارد و چابکی آن کمتر است.

## اندازه
اندازه این حیوان بسیار متغیر است. نرها بین ۳۲ تا ۵۶ سانتیمتر و ماده‌ها ۲۹ تا ۵۲ سانتیمتر طول دارند. در سیبری وزن نرها تا ۲ کیلو و پنجاه گرم می‌رسد اما ماده‌ها ۱ کیلو و ۳۵ گرم هستند و یک قاقم عظیم‌الجثه به طول ۷۷ سانتیمتر هم گزارش شده‌است. گهگاه قاقم‌های دورنگ دشتی غول‌پیکر دیده شده‌اند به خصوص در سیبری و احتمال دارد این رشد غیرعادی به دلیل دورگه‌شدن با راسوی سیبری باشد.

## تغذیه
قاقم دورنگ دشتی بیشتر شکارهای بزرگتری را در مقایسه با قاقم دورنگ اروپایی انتخاب می‌کند. سنجاب زمینی و در مرتبهٔ بعدی خرگوش بی‌دم و همستر شکارهای اصلی این حیوان هستند. مارموت‌های کوچک یا زخمی و بیمار از دیگر شکارهای قاقم دورنگ دشتی است. ول آبی و همینطور ماهی‌ها و پرنده‌های کوچک در کنار پهنه‌های آبی شکار این راسوها می‌شوند. کبک و کوکر از پرندگانی هستند که گهگاه طعمه این قاقم می‌شوند. آن‌ها لاشه‌خواری هم می‌کنند و به ندرت به سراغ دوزیستان و خزندگان می‌روند.

## زیستگاه
گسترهٔ زیستی این حیوان از مجارستان و اسلواکی در اروپای مرکزی به سوی غرب امتداد پیدا کرده و از طریق جنوب روسیه به شمال قفقاز و آسیای میانه رسیده و از شرق تا مغولستان و شمال و غرب چین می‌رسد.
این حیوان اهمیت اقتصادی زیادی در آسیای میانه دارد چراکه جمعیت جوندگان را مهار کرده و به کشاورزی و بهداشت کمک شایانی می‌کند. یک قاقم در طول یک زمستان دست‌کم ۲۰۰ جونده بزرگ در حد سنجاب زمینی یا ۱۵۰۰ جونده کوچک در اندازه موش را شکار می‌کند. آن‌ها همچنین برای پوستشان شکار شده یا پرورش داده می‌شوند و در قزاقستان و برخی مناطق دیگر بیشترین برداشت خز به این حیوان مربوط می‌شود. هرچند خز آن‌ها به مرغوبیت حیواناتی چون سمور و مینک نیست.